# Pernink
Pernink (německy Bärringen) je obec v okrese Karlovy Vary v Karlovarském kraji. Leží asi třináct kilometrů severozápadně od Ostrova. Žije zde 583 obyvatel.
Vesnice byla založena v Krušných horách roku 1532 jako horní městečko; v jeho blízkosti se těžily rudy stříbra, železa a zejména cínu. Po úpadku dolů v sedmnáctém století význam města na čas poklesl, ale v první polovině devatenáctého století se začal rozvíjet textilní průmysl, který do města přilákal nové obyvatele. Během druhé poloviny dvacátého století se Pernink změnil z průmyslového města na rekreační středisko zaměřené na zimní sporty, cyklistiku a turistiku.

## Název
Původní název města je odvozen z příjmení Peringer, vytvořeného podle některého německého sídla, ze kterého se přistěhoval jeden ze zdejších usedlíků. Samotné jméno Peringer či Beringer vychází ze středněhornoněmeckého slova Bëro (medvěd); přípona -ingen se začala používat až v devatenáctém století. V historických pramenech se název vsi objevuje ve tvarech: Peringer (1562), Beringer (1625), Bärringer, Perninger, Pernink a Peringa (1785), Pärringer, Bärringer a Bärringen (1847) a od roku 1854 česky Pernink nebo německy Bärringen. Lidově se používal také název Barnicher.

## Historie

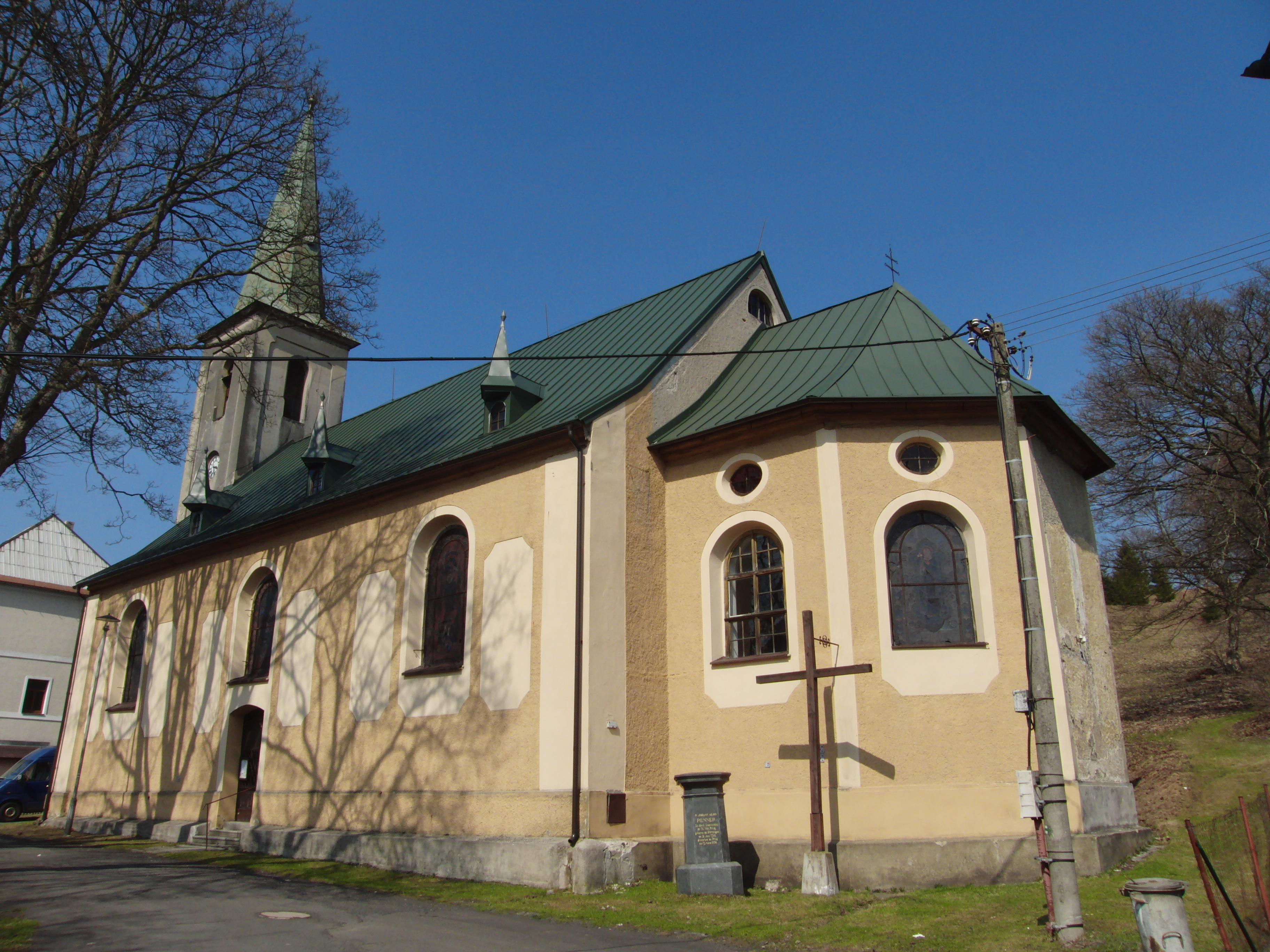
Kostel Nejsvětější Trojice

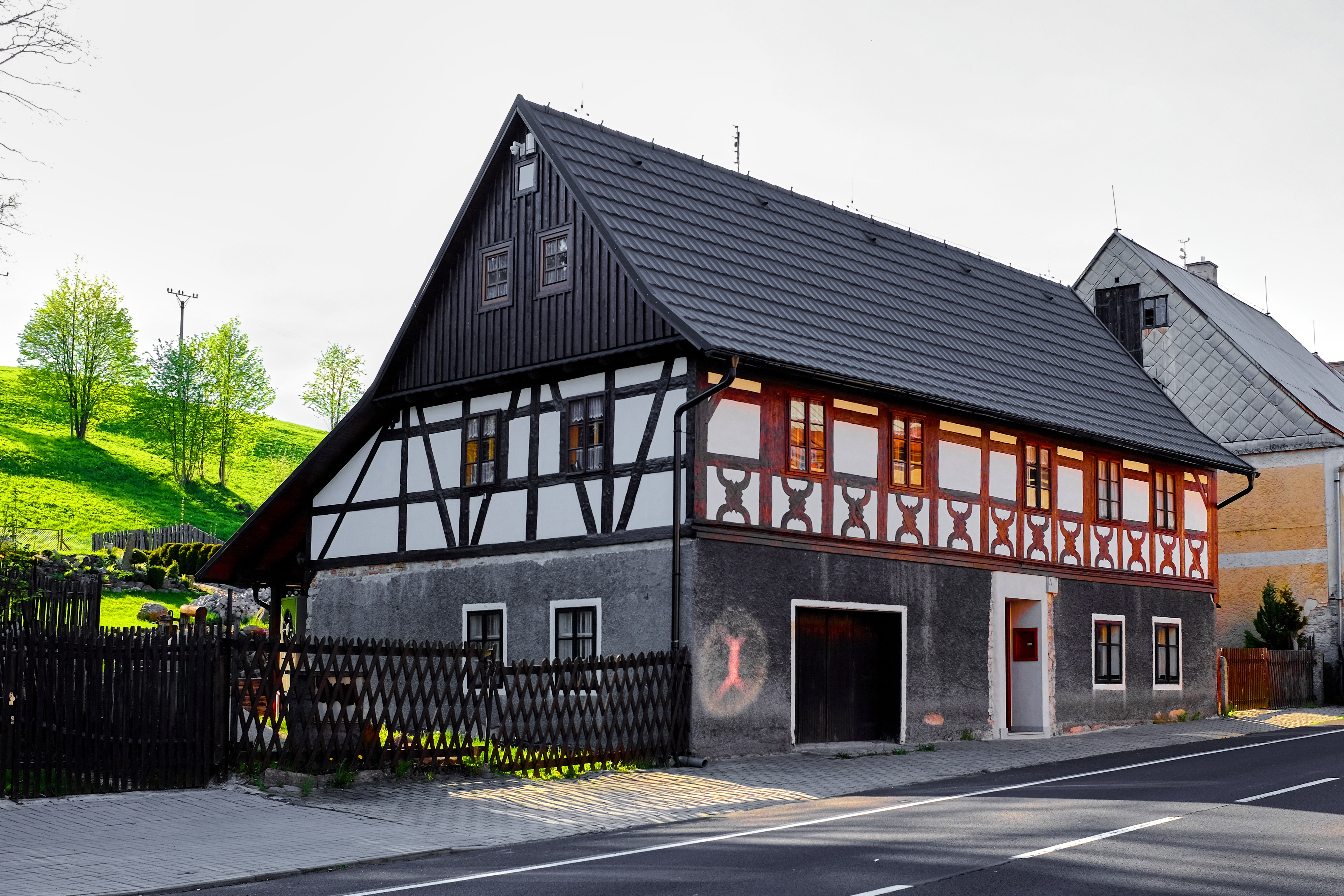
Hrázděný dům čp. 7

Pernink založil v místech starších dolů jako horní městečko Jindřich IV. Šlik v roce 1532. Jeho obyvateli se stali zejména horníci, kteří sem přišli ze Saska, Durynska, Frank a Horní Falce. Město zůstalo Šlikům do roku 1547, kdy jim je zabavil král Ferdinand I. za jejich účast na stavovském povstání. Zdejší doly poté podléhaly hornímu úřadu v Jáchymově a řídily se báňským řádem, který panovník vydal v lednu 1548 pro lesní cínové revíry v Krušných horách; patřil mezi ně i Pernink.
Dne 12. dubna 1557 získali Šlikové ostrovské panství, jehož součástí byl i Pernink, zpět. Výjimku tvořily zdejší doly. Přesto Jáchym Šlik roku 1559 významně rozšířil práva měšťanů, kterým povolil mimo jiné vařit a prodávat pivo, svobodnou porážku zvířat, zřídit lázeň nebo každou sobotu pořádat trh. Pravděpodobně také přiměl panovníka, aby městečko povýšil na město, pro které vydal roku 1562 městský řád. V té době v Perninku žilo přes pět set obyvatel.
Vdova po Jáchymovi († 1572), Lukrécie, celé panství nejprve zastavila Volfovi ze Šumburka a roku 1585 je prodala Volfu Ernstovi z Wirspergu. O čtyři roky později je znovu získali Šumburkové. Město Ostrov se roku 1603 vyplatilo z poddanství; jeho městská rada se tak stala perninskou vrchností. Roku 1611 ostrovský purkmistr potvrdil perninským měšťanům jejich výsady. Za účast na českém stavovském povstání však byl Ostrov potrestán konfiskací majetku a panství roku 1623 získal Julius Jindřich Sasko-Lauenburský. Cena Perninku byla v té době vyčíslena na 6 531 kop míšeňských grošů.

### Úpadek hornictví
V době třicetileté války město strádalo násilnou rekatolizací a opakovanými vpády vojsk bojujících stran. Mnoho obyvatel raději odešlo z náboženských důvodů do Saska, takže po válce ve městě žilo jen 304 lidí. Vévoda Julius Jindřich sice rozšířil městská práva např. o výroční trh, možnost obchodovat se solí nebo právo zřídit váhu na cín, ale obnovit provoz dolů do předválečné podoby se už nepodařilo. Počátkem sedmnáctého století se jako jednou z náhražek výpadku příjmů obyvatel stala výroba krajek. Roku 1689 panství vyženil markrabě Ludvík Vilém I. Bádenský, jehož potomkům patřilo až do roku 1782, kdy připadlo královské komoře. Od ní majetek roku 1811 získal velkovévoda Ferdinand III. Toskánský a jeho rodu zůstal až do roku 1918.
Dolování upadalo také na počátku osmnáctého století, kdy provoz hornických provozů omezoval nedostatek dřeva, které se muselo do hor dovážet. Roku 1735 musely být kvůli nedostatku paliva uzavřeny některé hutě. Podle tereziánského katastru z roku 1756 dokonce hrozilo, že zchudlí horníci budou odcházet do Saska. Nepříznivou hospodářskou situaci ještě zhoršila neúroda v letech 1770–1772; v jejím důsledku zemřely desítky obyvatel hlady.

### Rozvoj průmyslu
Uzavřené doly časem nahradila výroba textilu spojená zejména se jménem Adalberta Meinla (1780–1844), který od roku 1806 obchodoval s krajkami, ale od roku 1835 začal vyrábět také zboží z bavlny. Jeho podnik časem zaměstnal více než polovinu obyvatel města. Adalbertovi potomci výrobu úspěšně rozšiřovali a roku 1897 otevřeli vlastní obchodní dům Bärringer Hof ve Vídni. Kromě nich ve městě působily i jiné firmy zaměřené na výrobu krajek, výšivek, rukavic a konfekčního oblečení. Zprovoznění železniční trati Karlovy Vary – Johanngeorgenstadt v roce 1898 usnadnilo rozšíření kožedělného průmyslu. Zpomalení rozvoje způsobila první světová válka, ale po ní se textilní průmysl brzy vzpamatoval a hospodářskou situaci ještě zlepšil počátek rozvoje cestovního ruchu.

### Moderní dějiny

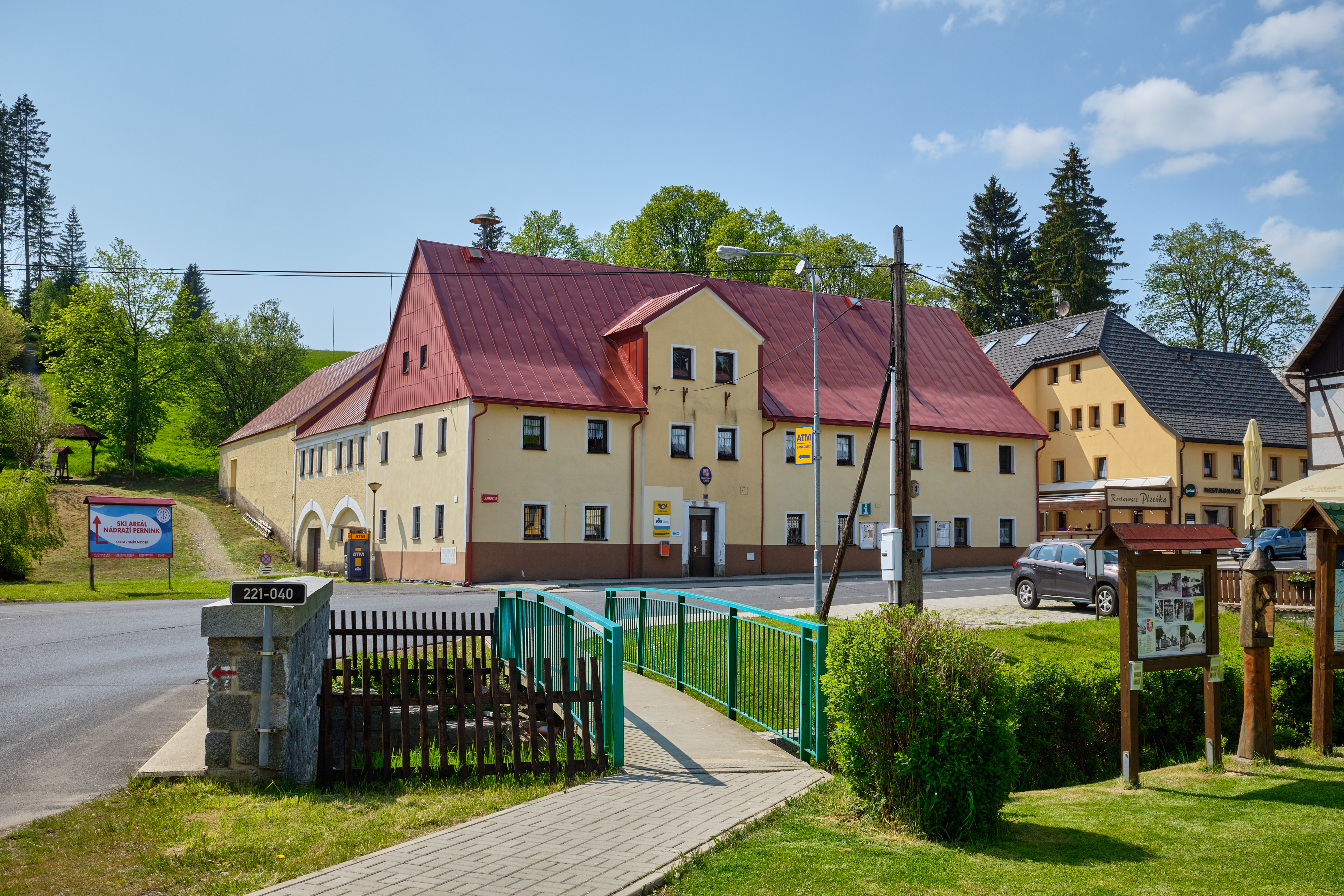
Budova obecního úřadu

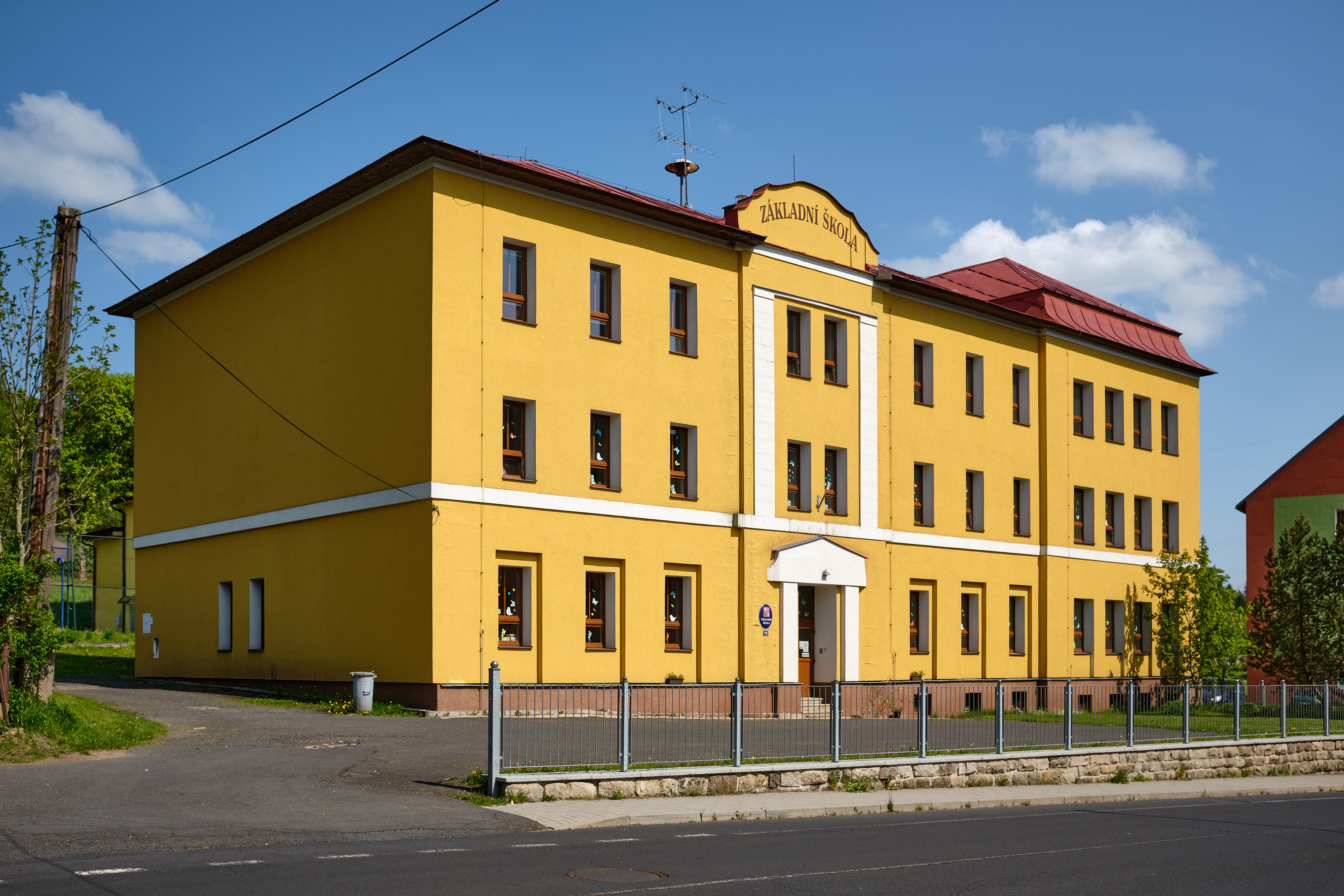
Základní škola

K úpadku města došlo po druhé světové válce; tehdy byli vysídleni němečtí obyvatelé, kteří tvořili většinu obyvatel. Přestože jejich místo zaujali noví přistěhovalci, dosáhnout původního počtu se nepodařilo. Část textilního průmyslu zůstala, ale původní soukromé firmy byly převedeny pod národní podniky Krajka Kraslice nebo Triola Praha. Od padesátých let dvacátého století část obyvatel pracovala v jáchymovských uranových dolech. Počet obyvatel města však i nadále klesal; bývalé město se tak změnilo v centrum letní a především zimní turistiky.

### Dějiny hornictví
V okolí Perninku se těžily rudy stříbra, cínu a železa. Jejich těžba zde probíhala pravděpodobně už před založením města a skončila nejpozději na počátku devatenáctého století. Nejvýznamnějším získávaným kovem byl cín, jehož rudy se dobývaly v největším dole Nanebevzetí Panny Marie (Maria Himmelfahrt) západně od města, severovýchodně u tzv. Černého rybníka a v malém také jižně u Vlčince. Největšího rozmachu dosáhla těžba cínu v letech 1546–1550. Rudu drtilo 72 stoup přímo ve městě a tavila se v huti, která stávala v Meinlově ulici u můstku přes potok. Ve druhé polovině šestnáctého století význam cínových ložisek klesal, ale ještě roku 1622 zde fungovalo 54 šachet a štol. Mezi lety 1643–1646 bylo získáno pouze necelých pět tun cínu. K částečné obnově cínových dolů došlo až ve druhé polovině osmnáctého století. Poslední z nich byl uzavřen roku 1816.
Menší význam mělo dobývání stříbra, které se těžilo několika štolami přímo ve městě. Hlavní štola zvaná Wismuth ústila poblíž kostela, ale roku 1563 už byla mimo provoz. Železnorudné doly se nacházely na severním okraji města u cesty do Bludné. Na levém břehu Bystřice existoval nejméně od poloviny osmnáctého století důl Železná koruna (Eiserne Kronenzeche), ve kterém se těžil magnetit a hematit. Jiný železnorudný důl býval od roku 1577 mezi Perninkem a Dolní Rybnou.
Stopy po těžbě jsou okolo Perninku stále patrné zejména mezi sjezdovkami a kaplí Panny Marie severozápadně od města. Táhne se zde pás propadlin, jehož hlavní úsek je dlouhý téměř půl kilometru; propadliny jsou dva až deset metrů široké a až deset metrů hluboké. Druhé pásmo se v severní části rudního pole nachází dále na západ, ale pozůstatky štol jsou tam méně patrné. Jedna z nich, bývalá dědičná štola Anna, sloužila od roku 1912 jako zdroj vody pro městský vodovod. Menší pozůstatky cínových dolů jsou u Černého rybníka a v terénu jsou patrná i zabořená ústí štol obou hlavních železnorudných dolů. K propadům povrchu dochází i přímo ve vsi. Jeden z nich, z roku 2008 nad kostelem, nejspíše souvisí se Šlikovo štolou, ve které se těžilo stříbro.

## Přírodní poměry

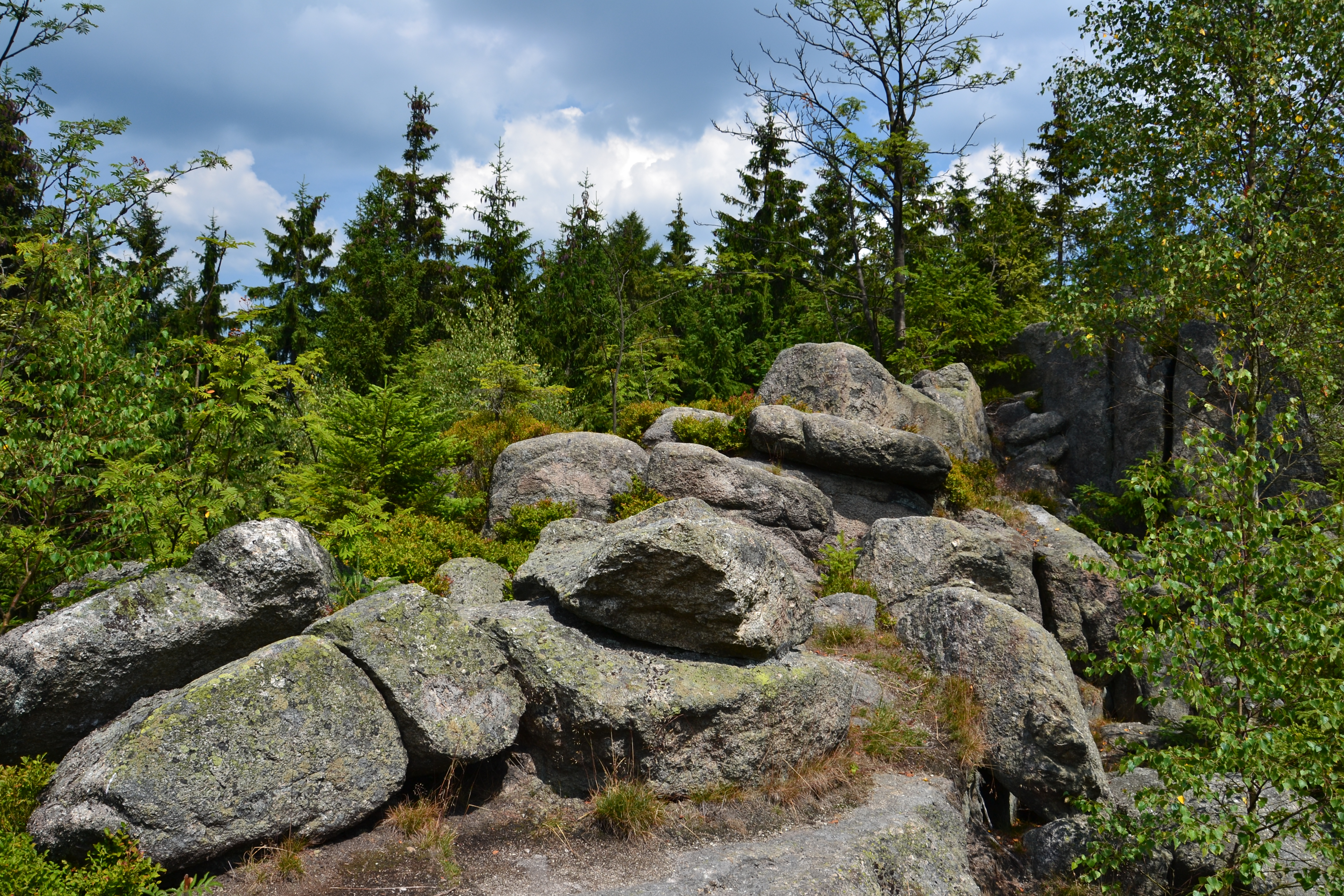
Dračí skála jižně od Perninku

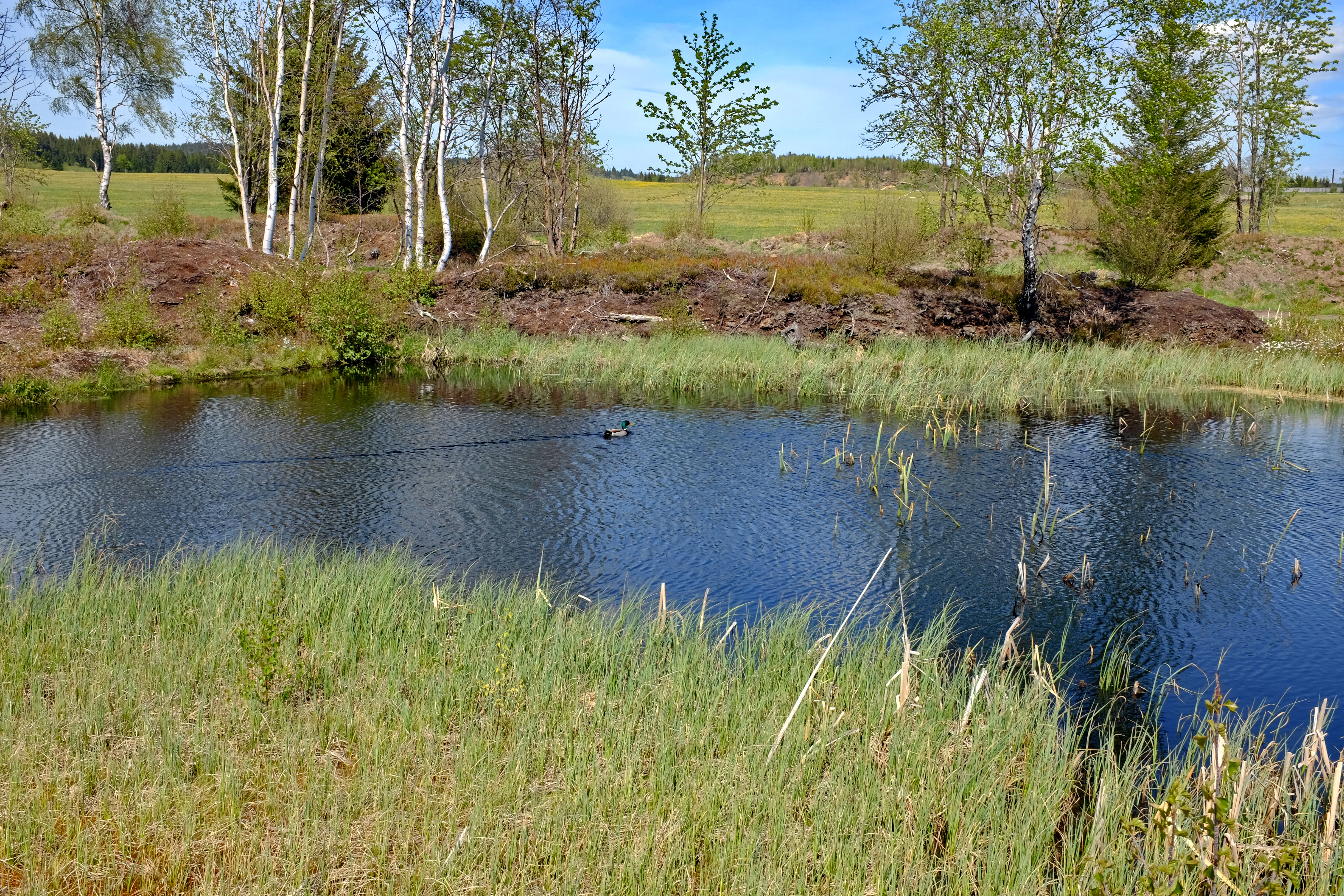
Přírodní památka Pernink

Katastrální území Pernink leží v Krušných horách, konkrétně v jejich podcelku Klínovecká hornatina a na rozhraní okrsků Přebuzská a Jáchymovská hornatina. Hranice mezi okrsky vede podél západního okraj zástavby vesnice. Samotný Pernink stojí v nadmořské výšce přibližně 800–900 metrů v údolí Bílé Bystřice.
V rámci Quittovy klasifikace podnebí většina území leží v chladné oblasti CH6, ale vesnice s údolím Bílé Bystřice na jihovýchodě spadá do chladné oblasti CH7. Pro oblast CH6 jsou typické průměrné teploty −4 až −5 °C v lednu a 14–15 °C v červenci; roční úhrn srážek dosahuje 1 000–1 200 milimetrů, počet letních dnů je 10–30, počet mrazových dnů se pohybuje mezi 140–160; sněhová pokrývka zde leží 120–140 dnů v roce. O něco teplejší oblast CH7 má průměrné lednové teploty −3 až −4 °C v lednu a 15–16 °C v červenci. Úhrn srážek je nižší (850–1 000 milimetrů) a sníh zde leží 100–120 dní ročně; počty letních a mrazových dnů jsou stejné.
Východně od Perninku leží stejnojmenná přírodní památka; ta byla vyhlášená k ochraně podmáčených biotopů vrchovišť a přechodových rašelinišť. Do katastrálního území Pernink zasahuje část ptačí oblasti Západní Krušné hory a v okolí Bludné také část evropsky významné lokality Krušnohorské plató.

## Obyvatelstvo
Při sčítání lidu v roce 1921 zde žilo 2 273 obyvatel (z toho 1 034 mužů), z nichž bylo 32 Čechoslováků, 2 217 Němců, dva Židé, jeden příslušník jiné národnosti a 21 cizinců. Většina se hlásila k římskokatolické církvi, ale pět lidí také k církvi izraelitské, jeden k jiné nezjišťované církvi a pět lidí bylo bez vyznání. Dle sčítání lidu z roku 1930 měla vesnice 2 750 obyvatel: 47 Čechoslováků, 2 653 Němců a padesát cizinců; krom výrazné římskokatolické většiny zde žilo 43 evangelíků, jeden příslušník církve československé, šest židů a 95 lidí bez vyznání.
|           | 1869  | 1880  | 1890  | 1900  | 1910  | 1921  | 1930  | 1950  | 1961  | 1970 | 1980 | 1991 | 2001 | 2011 | 2021 |
| --------- | ----- | ----- | ----- | ----- | ----- | ----- | ----- | ----- | ----- | ---- | ---- | ---- | ---- | ---- | ---- |
| Obyvatelé | 1 967 | 2 117 | 2 226 | 2 520 | 2 704 | 2 273 | 2 750 | 1 287 | 1 193 | 904  | 775  | 699  | 895  | 716  | 589  |
| Domy      | 204   | 211   | 219   | 256   | 268   | 274   | 315   | 351   | 274   | 185  | 158  | 195  | 204  | 226  | 238  |

## Obecní správa

### Části obce
- Pernink
- Bludná
- Rybná

Od 1. ledna 1981 do 28. února 1990 k obci patřila i Horní Blatná.

### Obecní symboly
Znak obce je historický, vlajka byla obci udělena rozhodnutím předsedy Poslanecké sněmovny Parlamentu České republiky dne 25. listopadu 2003.

## Doprava
Podél západního okraje Perninku vede železniční trať Karlovy Vary – Johanngeorgenstadt. Zdejší nádraží je s nadmořskou výškou 902 metrů druhou nejvýše položenou českou železniční stanicí a v její blízkosti se nachází perninský viadukt. Dne 7. července 2020 došlo poblíž Perninku ke srážce dvou vlaků, při níž zemřeli dva lidé.

## Pamětihodnosti

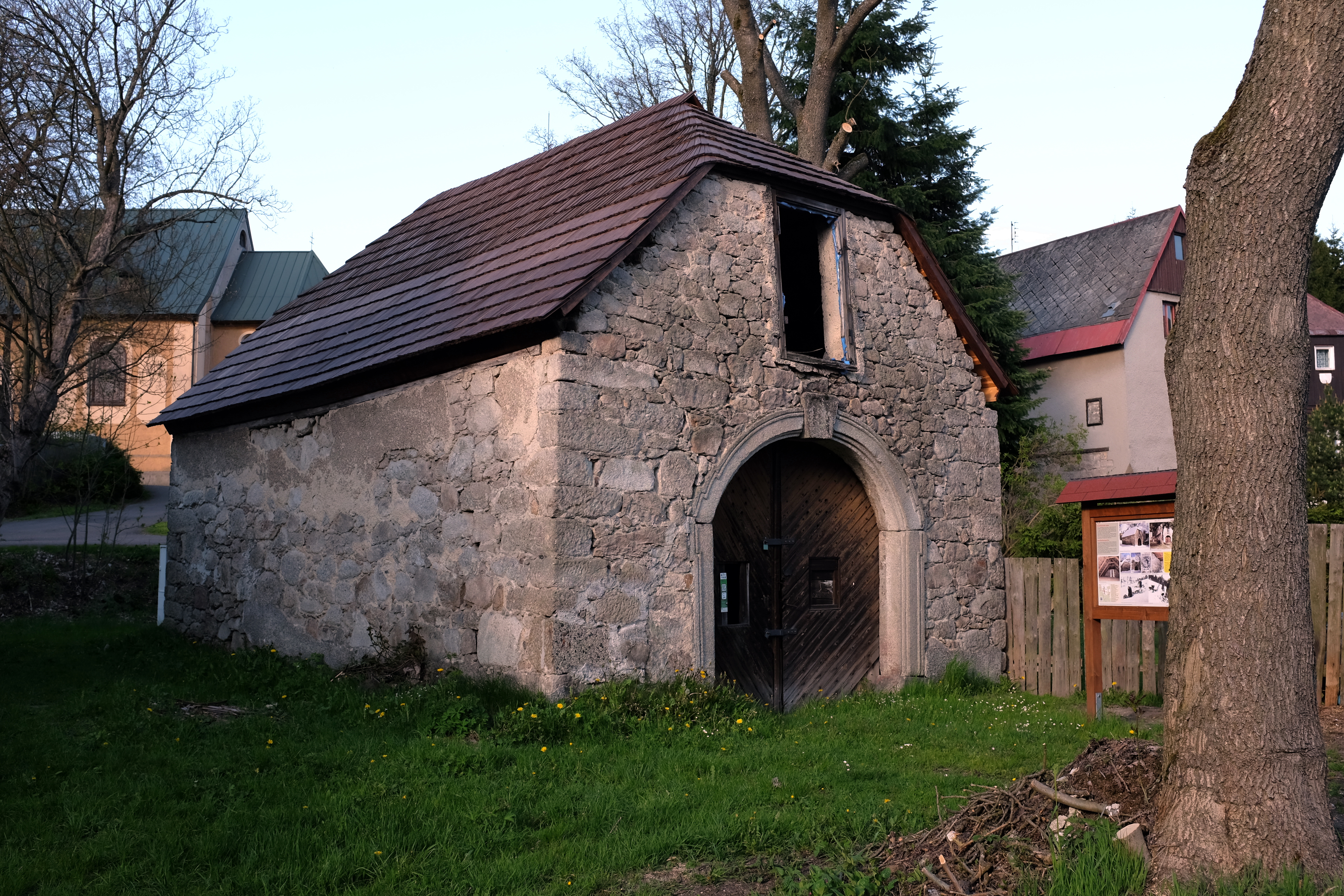
Kontribučenská sýpka

Kostel Nejsvětější TrojiceBarokní kostel pochází z doby okolo roku 1714–1716. Na západní straně stojí věž, k severní stěně přiléhá sakristie a loď je uzavřená trojbokým presbytářem. Jeho předchůdcem byla starší dřevěná stavba, postavená roku 1538.
KapleBudova označovaná jako kaple nebo obecní sýpka stojí u křižovatky Karlovarské a Rennerovy ulice a slouží jako dřevník; byla postavena po roce 1842. Stavba z kamenného zdiva má polovalbovou šindelovou střechu pokrytou eternitovými šablonami. Vstupuje se do ní, pravděpodobně druhotně osazeným, žulovým portálem, nad kterým se nachází nakládací otvor. V opačném průčelí je osazen kamenný reliéf postavy s biskupskou holí. Interiér s podlahou z udusané hlíny je nečleněný. Do patra neseného trámovým stropem vede novodobé schodiště.

## Osobnosti
- Rudolf Höhnl (* 21. dubna 1946), narozen v Perninku. Bývalý skokan na lyžích, trenér a stylový rozhodčí
- Hans Ströer (1919–1986), muzikant, komponista a pedagog
- Rudolf Kippenhahn (1926–2020), astrofyzik

## Město v kultuře
V Perninku se odehrává děj knihy Nebe nad Perninkem: Román z Krušných hor spisovatele Štěpána Javůrka.